# Campeonato Mundial de Ajedrez 1961
El Campeonato Mundial de Ajedrez 1961 fue un encuentro de desquite entre el retador y excampeón Mijaíl Botvínnik de la Unión Soviética y su compatriota y flamante campeón Mijaíl Tal. El match se jugó en Moscú, Rusia. El primer juego empezó el 15 de marzo de 1961. El último juego empezó el 13 de mayo que terminó con victoria de Botvínnik. Botvínnik ganó el match 13–8, recuperando su título y convirtiéndose en el campeón oficial número 7.

## Match
El match fue jugado como mejor de 24 juegos, las victorias contando 1 punto, los empates ½ punto, y las derrotas 0, y acabaría cuando un jugador llegue a 12½ puntos o más. Si el match acabara en un empate 12 a 12, el campeón defensor (Tal) retenería el título.
| Jugador          | 1 | 2 | 3 | 4 | 5 | 6 | 7 | 8 | 9 | 10 | 11 | 12 | 13 | 14 | 15 | 16 | 17 | 18 | 19 | 20 | 21 | Total |
| ---------------- | - | - | - | - | - | - | - | - | - | -- | -- | -- | -- | -- | -- | -- | -- | -- | -- | -- | -- | ----- |
| Mijaíl Tal       | 0 | 1 | 0 | ½ | ½ | ½ | 0 | 1 | 0 | 0  | 0  | 1  | 0  | ½  | 0  | ½  | 1  | 0  | 1  | ½  | 0  | 8     |
| Mijaíl Botvínnik | 1 | 0 | 1 | ½ | ½ | ½ | 1 | 0 | 1 | 1  | 1  | 0  | 1  | ½  | 1  | ½  | 0  | 1  | 0  | ½  | 1  | 13    |